# Chelidonichthys
Chelidonichthys és un gènere de peixos pertanyent a la família dels tríglids.

## Taxonomia
- Chelidonichthys capensis (Cuvier, 1829)[1]
- Chelidonichthys cuculus (Linnaeus, 1758)[2]
- Chelidonichthys gabonensis (Poll & Roux, 1955)[3]
- Chelidonichthys ischyrus (Jordan & Thompson, 1914)[4]
- Chelidonichthys kumu (Lesson a Garnot, 1826)[1]
- Lluerna rossa (Chelidonichthys lucernus) (Linnaeus, 1758)[2]
- Chelidonichthys obscurus (Bloch & Schneider, 1801)[5]
- Chelidonichthys queketti (Regan, 1904)[6]
- Chelidonichthys spinosus (McClelland, 1844)[7][8][9][10][11][12]